# 王庄子镇
王庄子乡，是中华人民共和国河北省廊坊市霸州市下辖的一个乡镇级行政单位。

## 行政区划
王庄子乡下辖以下地区：
王庄子村、樊庄子村、王泊村、任庄子村、王圪达村、菡荚地村和靳家堡村。